# I'm Yours
"I'm Yours" var den første single fra Jason Mraz på hans tredje studiealbum We Sing. We Dance. We Steal Things. Denne sang var oprindeligt udgivet tidligere på som single for at promovere hans andet studiealbum; Mr. A-Z og blev hurtigt en ørehænger blandt publikum. Således var den sang kendt blandt hans fans før den endnu engang blev udgivet i 2008.
Sangen blev nomineret til bedste sang og som bedste mandlige pop vokal performance ved Grammy-uddelingen i 2009.
Mraz har ved flere lejligheder optrådt med denne sang i tv-shows herunder Saturday Night Live, The Late Show with David Letterman samt ved nobelpris-uddelingen i 2008.

## Musikvideo
Der er optaget en musikvideo til denne sang som havde debut i marts 2008. Videoen viser Mraz forskellige steder rundt omkring på Hawaii. Videoen var tidligere at finde på YouTube, hvor den var blevet set over 43 millioner gange, før den blev taget ned på grund af brud på ophavsret.